# Saint-Savinien
Saint-Savinien település Franciaországban, Charente-Maritime megyében. Lakosainak száma 2458 fő (2022. január 1.). Saint-Savinien Archingeay, Bords, Champdolent, Crazannes, Geay, Grandjean, Le Mung, Les Nouillers, Port-d’Envaux, Taillant és Taillebourg községekkel határos.

## Népesség
A település népessége az elmúlt években az alábbi módon változott:
| Lakosok száma | 2173 | 2336 | 2340 | 2384 | 2452 | 2427 | 2433 | 2446 | 2452 | 2458 |
|               | 1968 | 1982 | 1990 | 2006 | 2013 | 2015 | 2017 | 2019 | 2020 | 2022 |